# 0785
0785 è il prefisso telefonico del distretto di Macomer, appartenente al compartimento di Cagliari.
Il distretto comprende la parte occidentale della provincia di Nuoro e la parte settentrionale della provincia di Oristano. Confina con i distretti di Sassari (079) a nord, di Nuoro (0784) a est e di Oristano (0783) a sud.

## Aree locali e comuni
Il distretto di Macomer comprende 31 comuni inclusi nell'unica area locale di Macomer (ex settori di Ghilarza, Macomer e Suni). I comuni compresi nel distretto sono: Abbasanta (OR), Aidomaggiore (OR), Birori, Bolotana, Boroneddu (OR), Borore, Bortigali, Bosa (OR), Cuglieri (OR), Dualchi, Flussio (OR), Ghilarza (OR), Lei, Macomer, Magomadas (OR), Modolo (OR), Montresta (OR), Noragugume, Norbello (OR), Paulilatino (OR), Sagama (OR), Scano di Montiferro (OR), Sedilo (OR), Sennariolo (OR), Silanus, Sindia, Soddì (OR), Suni (OR), Tadasuni (OR), Tinnura (OR) e Tresnuraghes (OR).